# Brad Lewis
 (juillet 2025).
Brad Lewis est un producteur de cinéma américain né le 29 avril 1958 à Sacramento en Californie. Il a notamment été engagé sur le tournage de Ratatouille pour les Studios Pixar.

## Filmographie

### Réalisateur
- 2007 : Fine Food and Film: A Conversation with Brad Bird and Thomas Keller
- 2011 : Cars 2 (coréalisateur)avec John Lasseter

### Scénariste
- 2011 : Cars 2 auteur de l’histoire originale avec Dan Fogelman et John Lasseter

### Producteur
- 1991 : The Last Halloween
- 1995 : Max zéro malgré lui
- 1995 : Les Simpson (1 épisode)
- 1996 : The Arrival
- 1997 : Broken Arrow
- 1997 : La Guerre des fées
- 1997 : Le Pacificateur
- 1998 : Fourmiz
- 1999 : Un vent de folie
- 2007 : Ratatouille
- 2007 : Notre ami le rat
- 2011 : Phineas and Ferb the Movie: Across the 2nd Dimension
- 2016 : Cigognes et Cie
- 2017 : Cars 3

### Acteur
- 2004 : Les Indestructibles : voix additionnelles
- 2007 : Ratatouille : le petit-ami embarrassant
- 2009 : Tracy : Doug Howard
- 2011 : Cars 2 : Tubbs Pacer

### Réalisateur
- 2007 : Fine Food and Film: A Conversation with Brad Bird and Thomas Keller
- 2011 : Cars 2 (coréalisateur)avec John Lasseter

## Distinctions
- 1991 : Prix du design aux Emmy Awards
- 1992 : Meilleur effets spéciaux aux Emmy Awards
- 1999 : Nommé au prix du meilleur film d'animation aux Satellite Awards
- 2008 : Meilleur production de film d'animation aux PGA Awards